# Tréflaouénan
Tréflaouénan (tiếng Breton: Trelaouenan) là một xã của tỉnh Finistère, thuộc vùng Bretagne, miền tây bắc Pháp.

## Dân số
Người dân ở Tréflaouénan được gọi là Tréflaouénanais.